# Unione Montana Valli Tanaro e Casotto
L'Unione Montana delle Valli Tanaro e Casotto è un'unione di comuni del Piemonte, in provincia di Cuneo, formata dai comuni di Garessio e Pamparato. La sua sede è a Garessio.

## Storia
L'Unione è nata ufficialmente il 21 luglio 2021 dopo il recesso di entrambi i Comuni dai rispettivi precedenti Enti (Unione Montana Alta Val Tanaro per Garessio e Unione Montana delle Valli Monregalesi per Pamparato).

## Geografia fisica

### Rilievi
Il comune di Garessio comprende le seguenti montagne: Pietra Ardena (1103 m), Galero (1708 m), Pennino (1270 m), Bric della Penna (1375 m), Rocca delle Orse (1377 m), Antoroto (2144 m), Mongrosso (2006 m), Mussiglione (1942 m), Berlino (1798 m), Bric Mindino (1879 m), Prato Rotondo (1503 m), Spinarda (1357 m), Cianea (1226 m).
Il comune di Pamparato comprende le seguenti montagne: Monte Alpet (1600 m)

### Corsi d'acqua
I Corsi d'acqua che attraversano i territori del Comune di Garessio e del Comune di Pamparato sono:
- Fiume Tanaro e suoi affluenti: rio Bianco, rio Parone, rio Luvia, rio Piangranone, rio Malsangua, rio Mursecco per il Comune di Garessio
- Torrente Casotto ed il Torrente Limona per il Comune di Pamparato.